# Gannay-sur-Loire
Gannay-sur-Loire è un comune francese di 423 abitanti situato nel dipartimento dell'Allier della regione dell'Alvernia-Rodano-Alpi.

## Società

### Evoluzione demografica
Abitanti censiti